# Viktorija Jurijivna Amelina
Viktorija Jurijivna Amelina, később Victoria Amelina néven ismert (Lvov, 1986. január 1. – Dnyipro, 2023. július 1.) ukrán írónő. Két regény és egy gyermekkönyv szerzője, a Joseph Conrad Irodalmi Díj és az Európai Unió Irodalmi Díjának döntőse.

## Fiatalkora és iskolái
Viktorija Amelina Lvivben született. Tizennégy éves korában édesapjával Kanadába emigrált, majd nem sokkal később visszatért Ukrajnába. 15 évesen őt választották ki, hogy képviselje Lvivet egy moszkvai orosz nyelvű versenyen. Az informatikai pályán kezdett el dolgozni, mielőtt 2015-ben főállású író és költő lett.

## Írás
2015-től, amikor megjelent első könyve, a Синдром листопаду, або Homo Compatiens (A bukás szindróma: kb. avagy a Homo Compatiens), kizárólag az írásnak szentelte idejét. Debütáló regénye a 2014-es Majdan eseményeit dolgozza fel; az előszót Jurij Izdryk írta. A regényt több irodalmi díjjal jutalmazták, és a kritikusok és a tudósok üdvözölték Ukrajnában és tágabb Európában.
2016-ban Amelina kiadott egy gyerekeknek szóló könyvet Хтось, або водяне серце (Valaki vagy vízszív) címmel.
2017-ben kiadott egy regényt Дім для Дома (Otthonról otthonra) címmel, egy szovjet ezredes családjáról, aki az 1990-es években Stanisław Lem lengyel zsidó író egykori gyerekkori lakásában élt Lvivben. A regényt 2017-ben jelölték a LitAkcent irodalmi díjra, 2019-ben pedig az Európai Unió Irodalmi Díjára. 2023-ban Amelinának felajánlottak egy brit kiadási szerződést a könyvre.
Amelina a PEN International tagja volt. 2018-ban részt vett a 84. PEN Világkongresszuson Indiában Ukrajna küldöttjeként, és beszédet mondott Oleg Szencov ukrán filmrendezőről és oroszországi politikai fogolyról. 2021-ben megkapta a Joseph Conrad Korzeniowski Irodalmi Díjat. 2021-ben irodalmi fesztivált indított a Donecki területen.
2022-ben elkezdett verseket is írni. Ennek motivációit így magyarázta: "Ezt hagyja az emberben a háború. A mondatok a lehető legrövidebbek, az írásjelek felesleges luxus, a cselekmény nem világos, de minden szó annyi jelentést hordoz. Mindez a költészetre éppúgy vonatkozik, mint a háborúra." Prózáját és verseit számos más nyelvre is lefordították.
2023 júniusában Amelina elnyerte a kitelepített ukrán írók egyéves párizsi rezidenciáját, amelyet arra akart felhasználni, hogy befejezze legutóbbi könyvét, a Looking at Women Looking at War-t, amelyet úgy jellemzett, mint "egy tucatnyi nő, köztük [ő maga], igazságot kereső naplóját". Megölték, mielőtt a rezidencia megkezdődött volna.

## Háborús munkái
Ukrajna orosz inváziója után háborús bűnök kutatójaként dolgozott a Truth Hounds nevű ukrán szervezetnél. Regényírói képzettségét felhasználta tanúk kihallgatására.
2022 szeptemberében, miközben az Izjum régióban kutatott, felfedezte Volodimir Vakulenko ukrán írótársának háborús naplóját, akit a megszálló erők 2022 márciusában megöltek. 2023 májusában Vakulenko posztumusz kitüntetést kapott a Nemzetközi Kiadói Szövetségtől, amit Amelina az ő nevében vett át.
Emellett házigazdája volt a lakóhelyüket elhagyni kényszerült ukránoknak is, és segített humanitárius segélyek eljuttatásában Lvivben.

## Magánélete és halála
A 2010-es évek elején született egy fia. 2022-től Kijevben élt. 2023 júniusában, miután megkapta a párizsi tartózkodási engedélyt, fontolóra vette, hogy 12 éves fiával odaköltözik.
2023. június 27-én a Kramatorszk elleni orosz támadás során megsérült, miközben Héctor Abaddal, Sergio Jaramillóval és Catalina Gómezzel együtt a RIA Pizza étteremben étkezett. Az éttermet egy Iszkander-rakéta találta el. Amelina július 1-jén, 37 éves korában a dnyipro-i Mecsnyikov kórházban belehalt sérüléseibe. Lembergben temették el.
2023-ban az Arrowsmith Press kiadónál megjelent egy Amelinára emlékező kötet, Nothing Bad Has Ever Happened (Semmi rossz nem történt) címmel. Ez nemzetközi hozzászólásokat és Amelina korábban megjelent műveit tartalmazta angol fordításban.

## Könyvei
- «Синдром листопаду, або Homo Compatiens» (Discursus, 2014)[32] ISBN 9786177236091
- «Синдром листопаду, або Homo Compatiens» (Vivat, 2015)[32] ISBN 9786176901716
- «Хтось, Або Водяне Серце» (Видавництво Старого Лева, 2016)[32] ISBN 9788771270372
- «Дім для Дома» (Видавництво Старого Лева, 2017)[32] ISBN 9786176794165
- «Е-е-есторії екскаватора Еки» (2021)[32] ISBN 978-617-679-924-5

### Antológiák
- «Це зробила вона» (Видавництво «Видавництво», 2017)[32]
- «Лялька» (Видавництво Старого Лева, 2018)[32]
- «Мости замість стін» (Видавництво Старого Лева, 2020)[32]
- «Що дасть нам силу?» (Дух і літера, 2020)[32]
- «Ковчег „Титанік“. 20 есеїв про людство зразка 2020-го» (онлайн-антологія 27 Bookforum, 2020)[32]

## Díjai
- Order of Merit, 3rd class (2024. január 22., posztumusz)[33]

## Fordítás
- Ez a szócikk részben vagy egészben  a   Victoria Amelina című angol Wikipédia-szócikk fordításán alapul.  Az eredeti cikk szerkesztőit annak laptörténete sorolja fel. Ez a jelzés csupán a megfogalmazás eredetét és a szerzői jogokat jelzi, nem szolgál a cikkben szereplő információk forrásmegjelöléseként.